# Marques Bolden
Marques „Joyo” Terrell Bolden (ur. 17 kwietnia 1998 w Dallas) – amerykański koszykarz, występujący na pozycji środkowego.
W 2014 zdobył złoty medal, podczas turnieju Nike Global Challenge. Rok później sięgnął po srebro.
W 2016 wystąpił w spotkaniach gwiazd amerykańskich szkół średnich – McDonald’s All-American, Jordan Brand Classic, Nike Hoop Summit. Został też wybrany najlepszych zawodnikiem szkół średnich stanu Teksas (Texas Mr. Basketball).
19 października 2019 został zwolniony przez Cleveland Cavaliers. 
19 grudnia 2020 władze Cavaliers przekonwertowały jego kontrakt. 24 lutego 2021 opuścił klub. 28 września 2021 dołączył do Utah Jazz. 14 października 2021 opuścił klub. 25 września 2023 został zawodnikiem, Milwaukee Bucks. 20 lutego 2024 zawarł 10-dniową umowę z Charlotte Hornets.

## Osiągnięcia
Stan na 2 marca 2024, na podstawie, o ile nie zaznaczono inaczej.
NCAA
- Uczestnik rozgrywek:
  - Elite Eight turnieju NCAA (2018, 2019)
  - turnieju NCAA (2017–2019)
- Mistrz turnieju konferencji Atlantic Coast (ACC – 2017, 2019)